# Liste der Monuments historiques in Audierne
Die Liste der Monuments historiques in Audierne führt die Monuments historiques in der französischen Gemeinde Audierne auf.

## Liste der Bauwerke

### Audierne
| Bezeichnung       | Beschreibung              | Standort              | Kennzeichnung | Schutzstatus | Datum | Bild           |
| ----------------- | ------------------------- | --------------------- | ------------- | ------------ | ----- | -------------- |
| Kirche St-Raymond | Erbaut im 16. Jahrhundert | Rue Émile-Zola (Lage) | PA00089824    | Inscrit      | 1932  | weitere Bilder |

### Esquibien
| Bezeichnung                       | Beschreibung              | Standort                           | Kennzeichnung | Schutzstatus | Datum | Bild           |
| --------------------------------- | ------------------------- | ---------------------------------- | ------------- | ------------ | ----- | -------------- |
| Camp protohistorique de Suguensou |                           | Promontoire de Menei-Castel (Lage) | PA00089923    | Classé       | 1970  |                |
| Kirche St-Onneau                  | Erbaut im 15. Jahrhundert | (Lage)                             | PA00089924    | Inscrit      | 1925  | weitere Bilder |

## Liste der Objekte
- Monuments historiques (Objekte) in Audierne in der Base Palissy des französischen Kultusministeriums
- Monuments historiques (Objekte) in Esquibien in der Base Palissy des französischen Kultusministeriums